# Sevan
Sevan (arménsky Սևանա լիճ, zvané též Gokča z tureckého Gökça) je horské jezero v Arménii, největší jezero na Kavkaze. Má rozlohu 1262 km² (v roce 1968). Průměrnou hloubku má 28,5 m a maximální hloubku 86 m. Leží v nadmořské výšce 1900 m mezi Malým Kavkazem a Arménskou vysočinou obklopeno horskými hřbety. Na severovýchodě je to Sevanský hřbet Malého Kavkazu. Zbývající tři hřbety náleží pod Arménskou vysočinu. Jsou to na severozápadě Pambacký hřbet, na západě Gegamský hřbet a na jihu Vardenisský hřbet. Sevan zaujímá centrální část mezihorské tektonické propadliny. V roce 1978 bylo jezero vyhlášeno národním parkem.

## Rozčlenění
Dvěma mysy je jezero rozděleno na menší severozápadní část Malý Sevan a velkou rozšířenou jihovýchodní část Velký Sevan, které jsou spojené průlivem. Malý Sevan se odlišuje velkou hloubkou (86 m) a členitějšími břehy. Ve Velkém Sevanu je dno rovné, břehy málo členité a má maximální hloubku 35 m. V severozápadní části se tyčil skalnatý ostrov Sevan se svislými břehy. Po odpuštění části vody se ostrov stal poloostrovem. Nachází se na něm Sevanský klášter. Zcela na východním výběžku poloostrova, za klášterem je, "prezidentská vila". Objekt je oplocen a přístup k němu je jen z vody.

## Vodní bilance
Do jezera ústí 28 nevelkých řek a vytéká z něj řeka Hrazdan (Zangu). Vodní hladina má blankytně modrou barvu a je průzračná do hloubky 11 m. Průměrná mineralizace vody je 716 mg/l. Roční rozsah kolísání hladiny je do 0,6 m, vyšší hladina je v červenci a srpnu a nižší v únoru a březnu. Ve vodní bilanci hrají hlavní přírůstkovou roli povrchové přítoky (0,727 km³ za rok) a srážky (0,491 km³ za rok). Hlavní úbytkovou roli pak hraje odpar (1,083 km³ za rok), podzemní odtok (0,085 km³ za rok) a řeka Hrazdan (0,050 km³ za rok). Hladina jezera tak je udržována v rovnováze.
V polovině 20. století byla z důvodu napájení hydroelektrárny hladina jezera postupně snížena o 19 metrů. Celková rozloha jezera se tak výrazně zmenšila. Další snižování hladiny bylo po r. 1960 zastaveno a dnešní úroveň je stabilizována.
Celkovou vodní bilanci ještě zlepšuje přítok z řeky Arpa, vybudovaný jako tunel v r. 1975 (viz níže).

## Vlastnosti vody
Průměrná teplota povrchové vrstvy vody v červenci a srpnu je 17 až 19 °С, maximální 24 °С. V lednu a únoru teplota klesá na 1,5 až 1,8 °С. Velkou část roku je teplota konstantní. Celé jezero zamrzá jen ve výjimečně chladných zimách.

## Využití

### Energetika
Voda jezera řeky Hrazdan je využívána Sevanskou kaskádou hydroelektráren. Z důvodu zvětšení vodní zásoby jezera a Sevanské kaskády byl v roce 1975 vybudován tunel Arpa-Sevan (délka 48,6 km), který přivádí vodu řeky Arpa do jezera.

### Osídlení pobřeží
Na břehu leží město Sevan. Jezero je jedno z nejoblíbenějších míst oddychu obyvatel Arménie. Je zde rozvinutý turistický ruch.

### Rybářství
Z ryb se v jezeře loví pstruh sevanský, parma, chramule a také naturalizovaný síh severní.

## Galerie

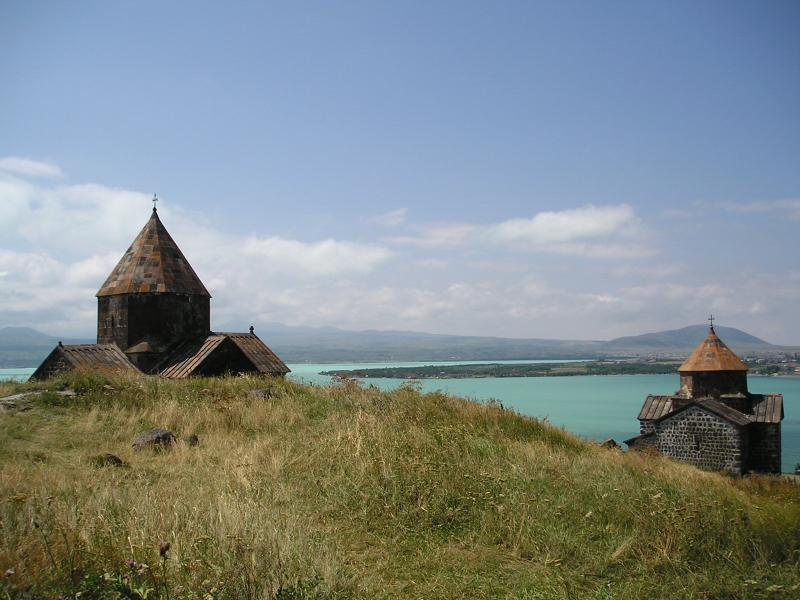
Sevanský klášter, v pozadí jezero
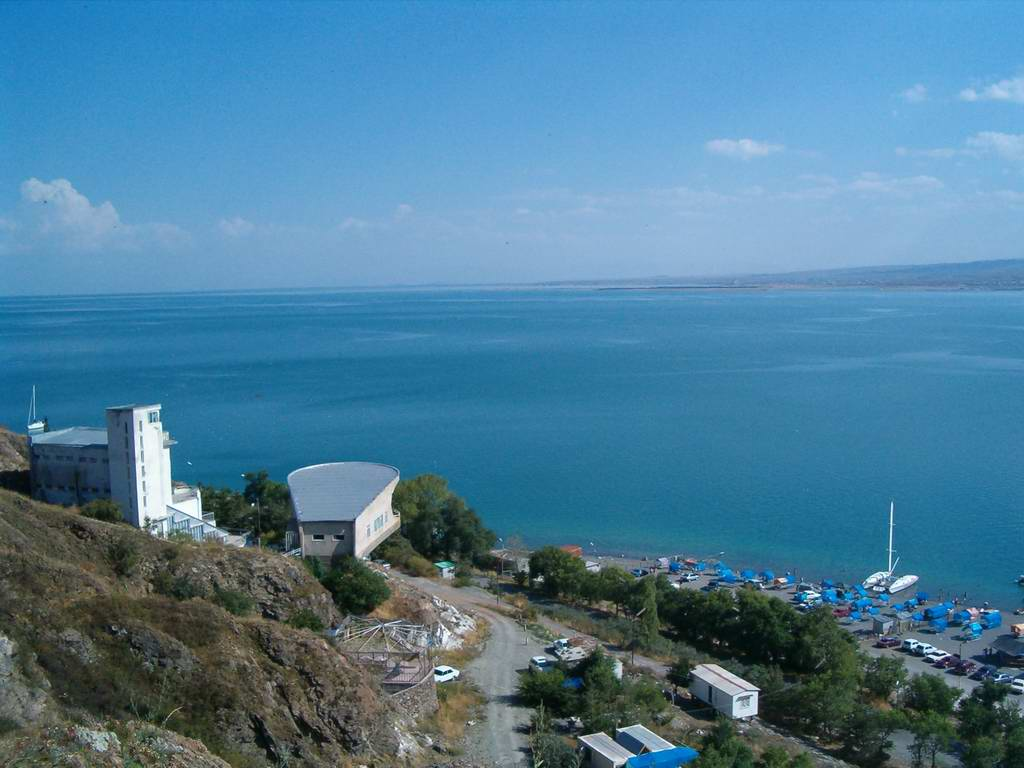
pohled na jezero Sevan
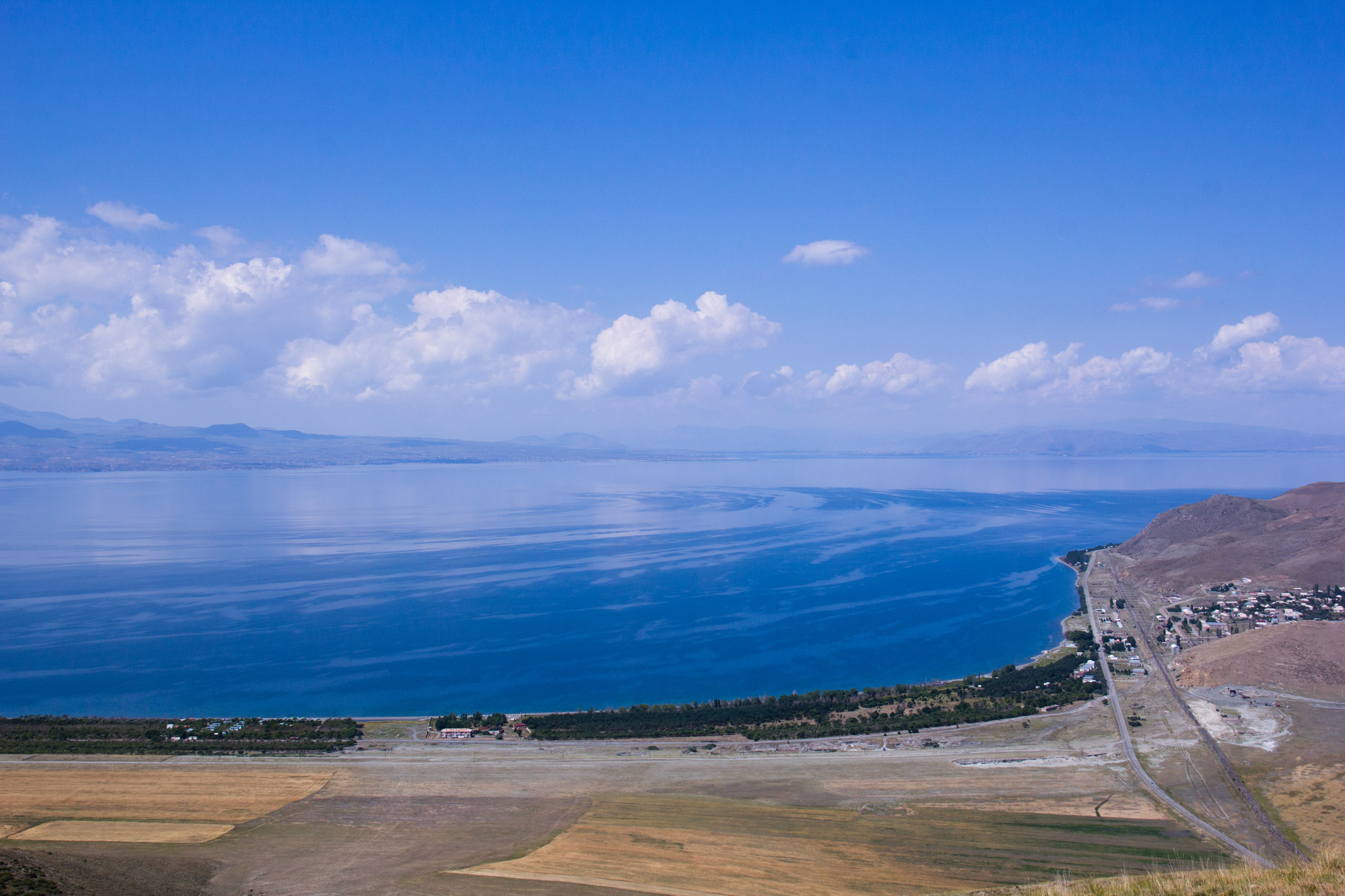
Jezero Sevan a vesnice Shorzha